# Bravo, My Life! (라디오 프로그램)
봄여름가을겨울의 Bravo, My Life!는 KBS 쿨FM에서 음악 그룹 봄여름가을겨울의 진행으로 매일 저녁 6시부터 저녁 8시까지 방송했던 라디오 프로그램이다. 2003년 10월 20일에 첫방송되어 2007년 4월 15일 방송을 4년 만에 마지막으로 폐지되었다.

## DJ
- 봄여름가을겨울

| KBS 쿨FM            |                                  |                        |
| 이전                | 봄여름가을겨울의 Bravo, My Life! | 다음                   |
| 이금희의 가요산책   | 봄여름가을겨울의 Bravo, My Life! | 메이비의 볼륨을 높여요 |
| 오후 4시 ~ 저녁 6시 | 저녁 6시 ~ 저녁 8시              | 저녁 8시 ~ 밤 10시     |
|                     |                                  |                        |